# Fundació d'Oncologia Infantil Enriqueta Villavecchia
La Fundació d'Oncologia Infantil Enriqueta Villavecchia és una entitat que treballa en la lluita contra el càncer en els infants i al suport continuat a les seves famílies. El Govern de Catalunya li atorgà la Creu de Sant Jordi el 2014 "com a reconeixement a aquesta valuosa dedicació i a l'esforç per avançar en la recerca, la formació i l'aposta per implementar programes de participació i de voluntariat que impliquin la ciutadania".
La Fundació ha dissenyat el 'Pavelló de la Victòria', seguint el model dels 'hospices' anglesos, que serà un centre pediàtric d'acompanyament a les famílies d'infants amb malalties cròniques complexes i terminals. S'ubicarà al pavelló de Santa Victòria de l'antic Hospital de la Santa Creu i Sant Pau. Finançat per aportacions privades i fons europeus, serà el primer espai a Catalunya i Espanya que oferirà serveis de final de vida per a infants i acompanyament familiar. S'hi podran atendre unes 400 famílies anualment, derivades dels cinc hospitals pediàtrics de referència: Sant Pau, Vall d’Hebron, Sant Joan de Déu, Germans Trias i Pujol i Parc Taulí. Està previst que obri les portes l'estiu del 2025.